# Julius Hemphill

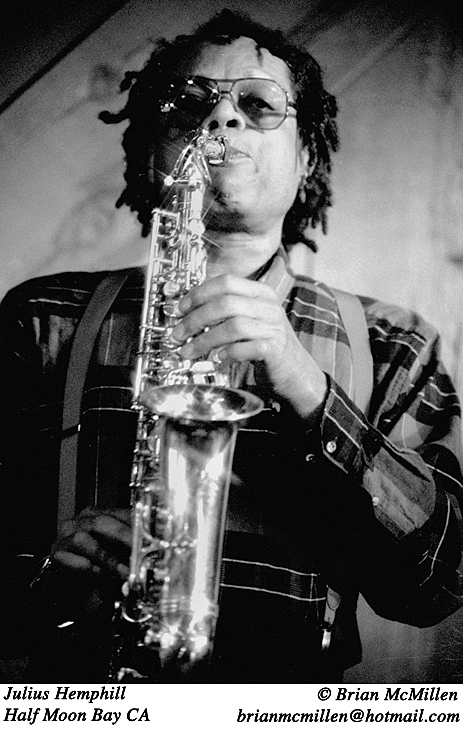
Julius Hemphill (1988; Foto: Brian McMillen)

Julius Arthur Hemphill (* 24. Januar 1938, Fort Worth, Texas; † 2. April 1995, New York City) war ein US-amerikanischer Musiker des Creative Jazz. Er spielte hauptsächlich auf dem Altsaxophon, trat aber auch am Tenor- und Sopransaxophon sowie auf der Flöte in Erscheinung.

## Leben und Wirken
Hemphill lernte zunächst Klarinette, bevor er sich dem Saxophon zuwendete. Gerry Mulligan war ein früher Einfluss. Nach einer freiwilligen Verpflichtung zum Militärdienst 1964 trat er mit Ike Turner auf. 1968 zog Hemphill nach St. Louis, wo er einer der Gründer der Black Artists’ Group wurde, eines Künstlerkollektivs, in dem er die Saxophonisten Oliver Lake und Hamiet Bluiett und die Trompeter Baikida Carroll and Floyd LeFlore ebenso kennenlernte wie den Schriftsteller Malinke Robert Elliott.
Hemphill spielte zu Beginn der 1970er Jahre mit Anthony Braxton und arbeitete in Schweden und in Paris. Er betätigte sich in dieser Zeit auch als Autor und führte 1972 an der Washington University in St. Louis sein Bühnenwerk Kawaida auf, in dem Instrumentalmusik, Gesang, Tanz und Drama integriert wurden. Mitte der 1970er zog Hemphill nach New York City, wo er in der Loft-Szene aktiv war. Er erteilte bemerkenswerten Musikern wie David Sanborn oder Tim Berne Saxophonunterricht. Nach dem Zusammenspiel mit Anthony Braxton in verschiedenen Saxophon-Ensembles war er 1977 einer der Gründer des World Saxophone Quartet, das er in den frühen 1990ern verließ. 
Hemphill nahm mehr als zwanzig Platten unter eigenem Namen auf, zehn mit dem World Saxophone Quartet, spielte aber auch mit Björk, Bill Frisell oder Anthony Braxton. In seinen letzten Lebensjahren verhinderten Diabetes und Herzprobleme, dass er weiter als Bläser auftreten konnte, so dass er sich hauptsächlich auf die Komposition verlegte. Mit einem von Marty Ehrlich geleiteten Saxophonsextett führte er diese Werke auf. Das letzte Album The Hard Blues wurde erst nach seinem Tod live in Lissabon eingespielt.
In Rafi Zabors Szene-Roman Der Bär kommt heim ist Hemphill das Vorbild des Saxophonisten Bär, um dessen Verlust dieser immer wieder trauert.